# Listă de LiveCD-uri

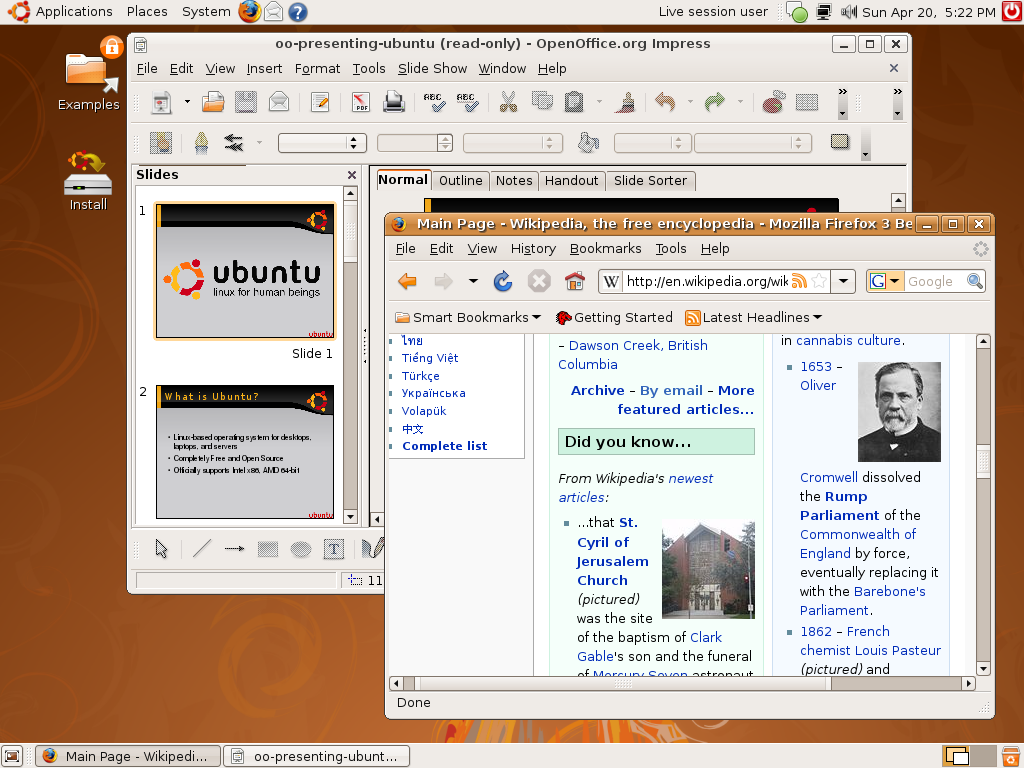
Live CD, ubuntu

Această pagină conține o listă a distribuțiilor LiveDistro - un termen generic pentru o distribuție a sistemului de operare Linux, și care este executată în momentul inițializării computerului, fără instalare pe hard disk. 
De obicei, o astfel de distribuție se află pe o platformă care permite boot-ul, spre exemplu un CD-ROM, DVD, floppy disk, USB. 
Termenul în limba engleză "live" denotă un sistem de operare complet care poate fi pornit fără a fi prezent pe hard disk-ul computerului (spre deosebire de un sistem de operare obișnuit, care trebuie inițial instalat pe hard disk)

## LiveDistros specializate în reparerea OS
- RIP: (R)ecovery (I)s (P)ossible este o distribuție bazată pe Linux cu un program de partiționare și cu unelte pentru rețea  (Samba), din kernelul 2.6.17.
- SystemRescueCD o distribuție pe CD bazată pe LinuxCD cu unelte pentru reparații Windows și Linux, bazată pe kernelul 2.6.
- Trinity Rescue Kit - o distribuție pe CD bazată pe Mandriva Linux.

## Live CD bazate pe BSD
- Anonym.OS, un system bazat pe OpenBSD pentru navigare anonimă pe web
- DesktopBSD (as of 1.6RC1 Arhivat în 14 aprilie 2009, la Wayback Machine., bazat pe FreeBSD și FreeSBIE)
- DragonFly BSD
- FreeNAS (bazat pe m0n0wall)
- FreeSBIE (bazat pe FreeBSD)
- m0n0wall (bazat pe FreeBSD)
- pfSense (bazat pe m0n0wall)

## Microsoft

### pe suport volatil
1. Microsoft a scos sisteme de operare compatibile cu Windows XP pe suport media USB-Stick.[necesită citare]
2. Microsoft a scos si o varianta pe suport nevolatil disc optic, dar de tip R/O;
  - Ambele variante de sisteme de operare au denumirea Windows Live , respectiv Windows Live CD.
  - Ambele variante de sisteme de operare sunt versiuni personalizate pentru clienți ce utilizează computere vechi și care nu pot folosi funcțiile din sistemul de operare la maxim. Denumirea pachetului software original a fost "Windows Essentials" și nu mai este disponibil.
3. În data de 26 octombrie 2012, Microsoft a lansat versiunea 8 a familiei de sisteme de operare Windows. Versiunea Enterprise are Windows To Go care permite transcrierea sistemului de operare pe o Memorie USB sau pe un HDD extern.[1]

## Linux

### Bazat pe Debian
- DemoLinux (versiunile 2 și 3) - unul dintre primele LiveCD
- Finnix: un LiveCD cu un footprint foarte mic. Are și o versiune pentru PowerPC.
- Freeduc-cd, o versiune pentru educație folosind Xfce, dezvoltată cu sprijinul UNESCO
- gnuLinEx: include GNOME
- Gnoppix: include GNOME
- Kanotix
- Knoppix, una dintre distribuțiile cele mai cunoscute. A inspirat alte numeroase distribuții.
- Parsix GNU/Linux - include GNOME și este specializată în limba persană.
- sidux, bazat pe Debian Sid
- Tuquito, creat în Argentina
- Damn Small Linux, o distribuție de dimensiuni foarte redusă conținând fluxbox

#### Bazat pe Ubuntu
Distribuțiile de mai jos sunt bazate parțial pe Ubuntu, care la rândul său este bazat pe Debian
- gNewSense: cu suport oferit de Free Software Foundation, include GNOME
- gOS Rocket: un sistem de operate de dimensiuni reduse bazat pe Ubuntu folosind aplicații software de la Google, proiectat pentru utilizatori începători. Poate fi instalat pe hard disk.
- LinspireLive (cunoscut în trecut sub numele LindowsLive), o versiune de încercare a sistemului de operare Linspire
- Linux Mint: poate fi instalat pe hard disk.
- MEPIS: poate fi instalat pe hard disk.
- Ubuntu, oferit ca LiveCD ce poate fi instalat pe hard disk.
- Edubuntu, Kubuntu, Xubuntu

#### Bazat pe Knoppix
Un mare număr de distribuții sunt bazate pe Knoppix. O listă parțială ar putea fi dezvoltată în pagina distribuției Knoppix.
O distribuție din România bazată pe Koppix este ROSLIMS   (http://www.umftgm.ro/roslims/)

### Bazat pe Gentoo
Distribuția Gentoo Linux se poate instala de pe un LiveDVD oficial. Alte LiveCD-uri pe baza distribuției Gentoo sunt:
- Kororaa
- Pentoo
- SabayonLinux
- SystemRescueCd
- VidaLinux
- Ututo

### Bazat pe RPM
- PCLinuxOS, pentru computere desktop.
- PLD Live CD și PLD RescueCD, bazate pe PLD Linux Distribution.
- SAM Linux: o distribuție live bazată pe PCLinuxOS 2007 și Xfce.
- SuSE Linux Live-DVD

#### Bazat pe Mandrake/Mandriva
- MCNLive, a distribuție de aproape 300 MB cu suport pentru fișiere multimedia
- DemoLinux (versiunea 1)
- Mandriva, cu interfață GNOME sau KDE

#### Bazat pe Red Hat Linux/Fedora
- Berry Linux
- Fedora Live-CD (cu interfață GNOME sau KDE)

### Bazat pe Slackware
- Austrumi - distribuție cu 50 MB
- GoblinX
- MoviX, eMoviX și MoviX² - proiectat de a fi un player multimedia
- NimbleX - sub 200 MB
- SLAX - O variantă a Slackware, modular și foarte ușor de re-tipărit și personalizat ca distribuție
  - BackTrack, cu o cutie cu unelte de securitate
  - De-ICE.net, live CD folosit pentru teste de penetrare a sistemelor
- SLAMPP
- STUX
- Vector Linux (ediție Standard și SOHO)

### Alte distribuții bazate pe Linux
- Archie este o versiune LiveCD a distribuției Arch Linux.
- Ark Linux Live, o versiune Live CD a distribuției Ark Linux
- CHAOS, o distribuție de numai 6 MB proiectată pentru crearea computer cluster
- dyne:bolic, pentru producții multimedia.
- EnGarde Secure Linux - o distribuție axată pe securitatea kernelului
- GeeXboX
- GoboLinux - o distribuție care se remarcă prin schimbarea ierarhiei sistemului de fișiere. În GoboLinux, fiecare program are un subdirector propriu.
- Puppy Linux, o distribuție cu un footprint redus
- tomsrtbt - o distribuție care încape pe o disketă (1.44 MB disc reformatted to a larger capacity)

## Bazat pe OpenSolaris
- BeleniX
- SchilliX este prima distribuție live bazată pe OpenSolaris.

## Bazat pe GNU
- Nexenta OS
- Ging, prima distribuție Live bazata pe GNU

## Bazat pe Mac OS
- BootCD de la Charlessoft pentru Mac OS X
- System Folder pentru Mac OS

## Bazat pe Microsoft Windows
- BartPE (Windows XP/2003): Poate crea un CD de inițializare a sistemului de operare Windows (CDul/DVDul Windows este necesar).
- WinBuilder (Windows 2000/XP/2003/Vista): Oferă crearea unui CD de pornire cu fișierele de instalare a sistemului de operare Windows.
- Microsoft Windows Preinstallation Environment

Reprezentanții companiei Microsoft descriu eforturile altor companii sau programatori de a produce distribuții Windows ca fiind ilegale (“improperly licensed” uses of Windows)..  Nu2 Productions susține că folosirea BartPE este legală dacă utilizatorul are o licență legală Windows, iar această licență nu este folosită pentru altceva. 

## Distribuții Live compatibile cu MS-DOS
- DOS poate fi inițializat ca o un sistem de operare "live" de pe floppy disk.
- OpenDOS
- FreeDOS

## Alte sisteme de operare
- BeOS - toate versiunile BeOS aflate pe CD pot fi pornite în modul LiveDistro. Versiunea pentru PowerPC trebuie pornită din interiorul sistemului de operare Mac OS 8.
- OS/2 Ecomstation Demo
- Minix
- MorphOS - CD de instalare este de fapt un CD, ce poate fi instalat peste o distribuție existentă a MorphOS.
- AROS - Oferă o versiune LiveCD pentru descărcare de pe web.
- OpenVMS - CD-ul de instalare este un disc LiveDistro.
- Plan 9 from Bell Labs - Toate CDurile Plan 9 pot rula ca LiveDistro.
- QNX
- ReactOS
- SkyOS
- Syllable